# Трекинг (типографика)

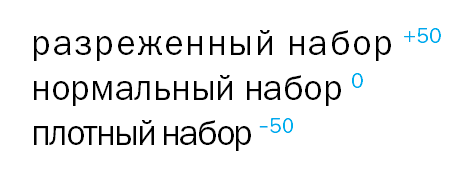
Положительный (разряженный), нормальный и отрицательный (плотный) трекинг.

Тре́кинг (от англ. tracking) — равномерное изменение расстояния между буквами (межбуквенных пробелов).
В отличие от кернинга, регулирующего расстояние между знаками в определенных парах («AV», «TA» и прочие), трекинг применяется к группе символов (слово, строка, абзац и так далее).
Увеличение трекинга (разрядка) делает набор более разрежённым, светлым; уменьшение — более плотным и тёмным.
Трекинг — эффективное средство вгонки и выгонки строк. Измеряется в тысячных долях круглой шпации (em/1000).
В русской и зарубежной типографской традициях слишком широкая разрядка строчных букв считается нежелательной, но поощряется увеличенная разрядка заглавных букв. Данная традиция связана с тем, что до появления компьютерной вёрстки для заголовков использовались более широкие начертания шрифта, уже имевшие достаточно свободного пространства между штрихами. Так как размер большинства компьютерных шрифтов регулируется простым масштабированием одного начертания, то расстояние, отделяющее заглавную букву от последующего текста, кажется недостаточным для разделения всех заглавных букв.